# Paço Vedro de Magalhães
Paço Vedro de Magalhães é uma localidade portuguesa do Município de Ponte da Barca que foi sede da extinta Freguesia de Paço Vedro de Magalhães, freguesia que tinha 2,55 km² de área e 967 habitantes (2011), e, por isso, uma densidade populacional de 379,2 hab/km².
A Freguesia de Paço Vedro de Magalhães foi extinta (agregada) pela reorganização administrativa de 2012/2013, tendo o seu território sido agregado ao das Freguesias de Ponte da Barca e de Vila Nova de Muía para criar a União das Freguesias de Ponte da Barca, Vila Nova de Muía e Paço Vedro de Magalhães.

## População
| População da freguesia de Paço Vedro de Magalhães | População da freguesia de Paço Vedro de Magalhães | População da freguesia de Paço Vedro de Magalhães | População da freguesia de Paço Vedro de Magalhães | População da freguesia de Paço Vedro de Magalhães | População da freguesia de Paço Vedro de Magalhães | População da freguesia de Paço Vedro de Magalhães | População da freguesia de Paço Vedro de Magalhães | População da freguesia de Paço Vedro de Magalhães | População da freguesia de Paço Vedro de Magalhães | População da freguesia de Paço Vedro de Magalhães | População da freguesia de Paço Vedro de Magalhães | População da freguesia de Paço Vedro de Magalhães | População da freguesia de Paço Vedro de Magalhães | População da freguesia de Paço Vedro de Magalhães |
| ------------------------------------------------- | ------------------------------------------------- | ------------------------------------------------- | ------------------------------------------------- | ------------------------------------------------- | ------------------------------------------------- | ------------------------------------------------- | ------------------------------------------------- | ------------------------------------------------- | ------------------------------------------------- | ------------------------------------------------- | ------------------------------------------------- | ------------------------------------------------- | ------------------------------------------------- | ------------------------------------------------- |
| 1864                                              | 1878                                              | 1890                                              | 1900                                              | 1911                                              | 1920                                              | 1930                                              | 1940                                              | 1950                                              | 1960                                              | 1970                                              | 1981                                              | 1991                                              | 2001                                              | 2011                                              |
| 385                                               | 366                                               | 381                                               | 356                                               | 427                                               | 384                                               | 442                                               | 525                                               | 537                                               | 556                                               | 550                                               | 653                                               | 711                                               | 860                                               | 967                                               |

| Distribuição da População por Grupos Etários | Distribuição da População por Grupos Etários | Distribuição da População por Grupos Etários | Distribuição da População por Grupos Etários | Distribuição da População por Grupos Etários | Distribuição da População por Grupos Etários | Distribuição da População por Grupos Etários | Distribuição da População por Grupos Etários | Distribuição da População por Grupos Etários | Distribuição da População por Grupos Etários |
| -------------------------------------------- | -------------------------------------------- | -------------------------------------------- | -------------------------------------------- | -------------------------------------------- | -------------------------------------------- | -------------------------------------------- | -------------------------------------------- | -------------------------------------------- | -------------------------------------------- |
| Ano                                          | 0-14 Anos                                    | 15-24 Anos                                   | 25-64 Anos                                   | > 65 Anos                                    |                                              | 0-14 Anos                                    | 15-24 Anos                                   | 25-64 Anos                                   | > 65 Anos                                    |
| 2001                                         | 154                                          | 124                                          | 468                                          | 114                                          |                                              | 17,9%                                        | 14,4%                                        | 54,4%                                        | 13,3%                                        |
| 2011                                         | 138                                          | 103                                          | 550                                          | 176                                          |                                              | 14,3%                                        | 10,7%                                        | 56,9%                                        | 18,2%                                        |

## Património
- Paço Vedro